# Mekar Sari UPT XI Pr II
Mekar Sari UPT XI Pr II is een bestuurslaag in het regentschap Banyuasin van de provincie Zuid-Sumatra, Indonesië. Mekar Sari UPT XI Pr II telt 1063 inwoners (volkstelling 2010).